# آویا بی‌اچ-۱۶
آویا بی‌اچ-۱۶ (به انگلیسی: Avia_BH-16) یک هواگرد ملخ‌پیشین تک‌موتوره از نوع ورزشی ساخت شرکت Avia است. هواگرد آویا بی‌اچ-۱۶ نخستین پروازش را در ۱۹۲۴ میلادی انجام داد.
طراح این هواگرد، Pavel Beneš and Miroslav Hajn بود.